# Terceira Basket Club
O Terceira Basket Club é uma equipa profissional de basquetebol localizada na cidade de Angra do Heroísmo, Portugal que atualmente disputa a Liga Portuguesa de Basquetebol.. Foi fundado em 28 de julho de 2005, manda seus jogos no Pavilhão do Complexo Desportivo Tomás de Borba com capacidade de 1.000 espectadores.

## Temporada por temporada
| Temporada | Nível | Liga    | Posição | Pós-temporada      |
| --------- | ----- | ------- | ------- | ------------------ |
| 2006-07   | 3     | CNB1    | 7       |                    |
| 2007-08   | 3     | CNB1    | 3       | Semifinalista      |
| 2008-09   | 3     | CNB1    | 2       | Promovidofinalista |
| 2009-10   | 2     | Proliga | 10      |                    |
| 2010–11   | 2     | Proliga | 6       | Promovidocampeão   |
| 2011–12   | 1     | LPB     | 11      | Rebaixado          |
| 2012–13   | 2     | Proliga | 8       | Quartas de finais  |
| 2013–14   | 2     | Proliga | 5       | Semifinais         |
| 2014–15   | 2     | Proliga | 3       | Semifinais         |
| 2015–16   | 2     | Proliga | 2       | Semifinais         |
| 2016–17   | 2     | Proliga | 2       | Promovidocampeão   |
| 2017-18   | 1     | LPB     | 10      |                    |
| 2018-19   | 1     | LPB     | 6       | Quartas de finais  |

fonte:eurobasket.com

## Artigos relacionados
- Liga Portuguesa de Basquetebol
- Proliga
- Supertaça de Portugal de Basquetebol